# バイロン・ミッチェル
バイロン・デアンゲロ・タローン・ミッチェル（Byron Deangelo-Tarone Mitchell 、1973年10月31日 - ）は、アメリカ合衆国の元プロボクサー。フロリダ州オーランド出身。元WBA世界スーパーミドル級王者。

## 来歴
1996年6月25日、プロデビュー。
1999年6月12日、マサチューセッツ州ウィルミントンのシェリナーズ・アウディトリアムでWBA世界スーパーミドル級王者のフランク・ライルズと対戦し、11回1分17秒TKO勝ちを収め王座を獲得した。
1999年12月17日、ミシシッピ州トゥニカのハラーズ・カジノ・トゥニカでブルーノ・ジラールと対戦し、12回1-1（113-115、114-114、116-114）の判定で引き分けたが、初防衛に成功した。
2000年4月8日、パリのベルシー・アレナでブルーノ・ジラールとリマッチを行い、12回0-3（2者が113-116、114-117）の判定負けを喫し2度目の防衛に失敗、王座から陥落した。
2001年2月3日、ラスベガスのミケロブ・ウルトラ・アリーナでマニー・シアカとジラールの王座剥奪に伴うWBA世界スーパーミドル級王座決定戦を行い、12回2分32秒TKO勝ちを収め王座を獲得した。
2001年9月29日、ニューヨークのマディソン・スクエア・ガーデンでマニー・シアカとリマッチを行い、12回2-1（112-115、2者が114-112）の判定勝ちを収め初防衛に成功した。
2002年7月27日、ミケロブ・ウルトラ・アリーナでフリオ・セサール・グリーンと対戦し、4回1分55秒TKO勝ちを収め2度目の防衛に成功した。
2003年3月15日、ベルリンのマックス・シュメリング・ハレでIBF世界スーパーミドル級王者のスベン・オットケと対戦し、12回1-2（116-112、113-115、114-116）の判定負けを喫し3度目の防衛に失敗、王座から陥落した。
2003年6月28日、カーディフのモーターポイント・アリーナ・カーディフでWBO世界スーパーミドル級王者のジョー・カルザゲと対戦し、2回2分36秒TKO負けを喫しWBAに続く王座を獲得出来なかった。
2009年5月9日、シムケントのスタジアム・カディムカーンでABC・WBOアジア太平洋ライトヘビー級王者のベイブット・シュメノフとシュメノフの持つ2つの王座とPABAライトヘビー級暫定王座決定戦及びIBA世界ライトヘビー級王座決定戦を行い、4回2分58秒TKO負けを喫し4つの王座を獲得出来なかった。
2011年6月4日、アトランティックシティのボードウォーク・ホールでゾルト・エルディと対戦し、6回1分58秒TKO負けを喫した。
2012年3月16日、イリノイ州シカゴのクレジット・ユニオン・1・アリーナでアンドルー・フォンファラとUSBO全米ライトヘビー級王座決定戦を行い、3回1分3秒TKO負けを喫し王座を獲得出来なかった。

## 獲得タイトル
- WBA世界スーパーミドル級王座（1期目:防衛1、2期目:防衛2）
- NABA全米ライトヘビー級王座